# Harold Tafler Shapiro
Harold Tafler Shapiro (né le 8 juin 1935) est économiste et administrateur universitaire. Il est actuellement professeur d'économie et d'affaires publiques à la Princeton School of Public and International Affairs de l'Université de Princeton. Shapiro est président de l'Université du Michigan de 1980 à 1988 et président de l'Université de Princeton de 1988 à 2001.

## Biographie
Né dans une famille juive de Montréal, au Québec, Shapiro fréquente le Lower Canada College, une prestigieuse école indépendante de Montréal qui est à l'époque réservée aux garçons. Il obtient son B.Comm, avec distinction, de l'Université McGill en 1956 et son doctorat de l'Université de Princeton en 1964, tous deux dans le domaine de l'économie,. Sa thèse de doctorat s'intitule « Le secteur monétaire canadien : une analyse économétrique ».
Les parents de Shapiro possèdent le célèbre Ruby Foo's à Montréal. Après la mort prématurée de son père, le restaurant lui est transmis ainsi qu'à son frère jumeau, Bernard, qui devient plus tard le premier commissaire à l'éthique du Canada et le 14e principal de l'Université McGill. Shapiro dirige le restaurant pendant ses études en économie à l'Université McGill, où il commence également ses études supérieures jusqu'à ce qu'il parte à l'Université de Princeton.
Il rejoint la faculté de l'Université du Michigan en tant que professeur adjoint d'économie en 1964. Il occupe divers postes académiques et administratifs, notamment en tant que président de son département d'économie et vice-président pour les affaires académiques, jusqu'à sa sélection comme président de cette université en 1980. Il en est président jusqu'à son départ pour devenir président de l'Université de Princeton en 1988. En tant que président de Princeton, Shapiro supervise la plus forte augmentation de la dotation universitaire de l'histoire de l'école. Shapiro est élu membre de l'Académie américaine des arts et des sciences et membre de la Société américaine de philosophie en 1990,. Il annonce sa retraite de la présidence de Princeton à l'automne 2000 pour prendre effet en juin 2001. Shirley M. Tilghman, sa successeur, prend ses fonctions le 15 juin de l'année suivante.
Shapiro continue de vivre à Princeton et est professeur émérite dans les départements d'économie et de politique publique de l'université. Il est administrateur émérite de l'Institute for Advanced Study. Ses recherches académiques portent sur la bioéthique, sur laquelle il écrit abondamment. Shapiro préside la Commission consultative nationale de bioéthique pendant le second mandat du président Bill Clinton. Il siège également au conseil d'administration d'un certain nombre d'entreprises de premier plan, notamment la HCA à but lucratif (fondée par la famille Frist, qui a fait don du Frist Campus Center à Princeton) et la Fondation Alfred P. Sloan à but non lucratif et l'école de médecine Robert Wood Johnson. Il est membre du Hastings Center, une institution indépendante de recherche en bioéthique. Il siège également au Comité olympique des États-Unis pendant plusieurs années et est administrateur de Dow Chemical Company.
Il se spécialise sur l'économétrie, la politique scientifique et l'évolution de l'enseignement postsecondaire. Il est l'auteur de plusieurs livres, dont A Larger Sense of Purpose: Higher Education and Society (Princeton University Press, 2005). En 2008, il reçoit la médaille Clark Kerr pour leadership dans l'enseignement supérieur, décernée chaque année par le Sénat académique de l'Université de Californie à Berkeley. Il reçoit également le prix William D. Carey pour son leadership en politique scientifique de l'Association américaine pour l'avancement des sciences.

## Vie privée
Shapiro est marié à Vivian Shapiro depuis 53 ans. Ensemble, ils ont quatre enfants : Anne, Marilyn, Janet et Karen. Vivian est une psychologue. Sa fille, Janet, est professeure de psychologie et doyenne de l'École supérieure de travail social du Bryn Mawr College. Sa fille, Karen, est la directrice administrative de la Rutgers School of Health Professions.